# 惠野站 (中頓別町)

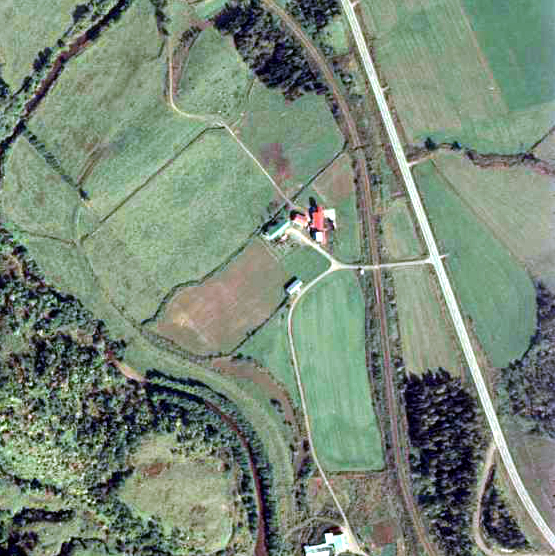
1977年的惠野臨時乘降場與方圓約500米範圍。上方為中頓別方向。在平交道下方路軌左邊白色的物體是月台。平交道旁邊設有候車室，候車室設有屋頂。

惠野站（日语：／ Megumino eki */?）是位於北海道枝幸郡中頓別町字上頓別，北海道旅客鐵道（JR北海道）的天北線車站（廢站）。隨著天北線廢線，車站在1989年（平成元年）5月1日廢除。

## 歷史
- 1956年（昭和31年）5月1日 - 日本國有鐵道（國鐵）北見線惠野臨時乘降場（由局（日语：鉄道管理局）設定）啟用[1]}[2]。
- 1961年（昭和36年）4月1日 - 路線名稱改為天北線，成為該線上的臨時乘降場[1]。
- 1987年（昭和62年）4月1日 - 伴隨國鐵分割民營化，車站由北海道旅客鐵道（JR北海道）營運[1]。同日升級至車站，成為惠野站[1]。
- 1989年（平成元年）5月1日 - 天北線全線廢除，此站也廢除[1]。

## 車站構造
截至車站廢除前，車站是一座地面車站，設有1面1線的單式月台。
由於車站原自臨時乘降場，因此此站是無人車站。此站沒有車站大樓，只有候車室。

## 車站周邊
車站位於廣寬的荒野。
- 國道275號（頓別國道）
- 頓別川[3]
- 宗谷巴士（日语：宗谷バス）天北宗谷岬線（日语：天北線 (宗谷バス)）「惠野」巴士站

## 現況
截至2011年（平成23年），車站遺址已經沒有任何遺留的設施，周邊都已經變成荒野。

## 相鄰車站
北海道旅客鐵道（JR北海道）
天北線
上頓別－惠野－敏音知

## 注腳
1. 1 2 3 4 5 6 7  石野哲（編）. . JTB. 1998: 905. ISBN 978-4-533-02980-6 （日语）.
2. ↑  在中頓別町史 P855 中指出，在同年12月設立了停留所。
3. ↑  書籍《北海道道路地図 改訂版》（地勢堂，1980年3月發行）16頁。
4. ↑  書籍《北海道の鉄道廃線跡》（著：本久公洋，北海道新聞社，2011年9月發行）244-245頁。